# Liste des édifices labellisés « Architecture contemporaine remarquable » de la Vendée
Cet article recense les édifices labellisés « Architecture contemporaine remarquable » de la Vendée, en France.
Le label « Architecture contemporaine remarquable » remplace depuis 2016 l'ancien label « Patrimoine du XXe siècle ». Il ne prend en compte que des édifices de moins de 100 ans à la date de labellisation, et qui ne sont pas protégés comme monuments historiques.
Au début 2024, la Vendée compte sept édifices ainsi labellisés.

## Liste
| Monument                                                    | Commune                 | Adresse                             | Coordonnées                        | Notice     | Date | Illustration                              |
| ----------------------------------------------------------- | ----------------------- | ----------------------------------- | ---------------------------------- | ---------- | ---- | ----------------------------------------- |
| Ancien Garage Moderne                                       | Challans                | 46 rue Bonnefontaine                | 46° 50′ 52″ nord, 1° 52′ 31″ ouest | ACR0001250 | 2011 | Image manquante Téléverser                |
| Usine Horoquartz                                            | Fontenay-le-Comte       | 44 rue de la Capitale-du-Bas-Poitou | 46° 27′ 23″ nord, 0° 46′ 58″ ouest | ACR0001251 | 2003 | Image manquante Téléverser                |
| Blockhaus                                                   | La Guérinière           |                                     | 46° 57′ 54″ nord, 2° 14′ 42″ ouest | ACR0001252 | 2009 | Blockhaus                                 |
| Blockhaus                                                   | Noirmoutier-en-l'Île    | Pointe de l'Herbaudière             | 47° 01′ 33″ nord, 2° 18′ 10″ ouest | ACR0001253 | 2009 | Blockhaus                                 |
| Ancienne colonie de vacances de Bezons                      | Saint-Hilaire-de-Riez   | La Luzière forêt de Sion            | 46° 44′ 17″ nord, 1° 59′ 52″ ouest | ACR0001254 | 2016 | Image manquante Téléverser                |
| Unité fonctionnelle scolaire de l'institution Saint-Gabriel | Saint-Laurent-sur-Sèvre | 32 rue du Calvaire                  | 46° 57′ 33″ nord, 0° 53′ 28″ ouest | ACR0001255 | 2013 | Image manquante Téléverser                |
| Chevalement de mine du puits Saint-Michel                   | Saint-Maurice-des-Noues | Épagne                              | 46° 34′ 36″ nord, 0° 42′ 26″ ouest | ACR0001581 | 2018 | Chevalement de mine du puits Saint-Michel |